# 千本瑞規
千本 瑞規（ちもと みずき、1994年4月27日 - ）は、日本の女子プロボクサー。大阪府堺市出身。ワタナベボクシングジム所属。第8代OPBF東洋太平洋女子ミニマム級王者。第3代日本女子ミニマム級王者。

## 来歴
兄の影響を受け中学3年でボクシングを始め、大阪学芸高等学校在学中に世界ジュニアユース日本代表に選ばれ、芦屋大学進学後は2015年全日本選手権準優勝、アマチュア57戦45勝12敗の戦績を残した。高校の後輩に元WBO女子世界ミニマム級王者佐伯霞と日本女子バンタム級王者柳井妃奈実、大学の同期に世界選手権銅メダリストの和田まどかがいる。
大学卒業後も企業でアマチュアを続けていたが、2018年、上京してワタナベジムに入門しプロ転向。周囲からは「食べていけない」「けがが怖い」など反対意見も出ていたが、「ボクシングをやりたい女の子が諦めなくていいように、私が道をつくりたい」と決意を述べている
11月20日、後楽園ホールでカンニカー・バーンナラー（ タイ）相手に6回戦でプロデビューを果たし、3回TKO勝利。
2019年6月25日、プロ2戦目にして日向野知恵が持つ日本女子ミニマム級王座に挑むが、6回33秒に傲然のバッティングで眉間をカット、レフェリーから試合続行不可能となったため負傷判定となるも、2-0で勝利し王座奪取に成功、東洋太平洋女子アトム級王者の松田恵里と並ぶ国内最速タイとなる2戦でのタイトル獲得となった（2022年に日本ヘビー級王者の但馬ミツロ、2024年に東洋太平洋女子ミニマム級の和田まどか、2025年にWBO APバンタム級の坪井智也も並ぶ）。
12月6日、成田佑美を相手に初防衛戦を予定していたが、怪我のため中止。2020年1月9日付で王座返上。
12月3日、葉月さなが持つOPBF女子東洋太平洋ミニマム級王座に挑戦が発表されたが、延期が発表され、最終的に対戦相手の都合により中止となった。
2021年6月7日、葉月が返上したOPBF女子東洋太平洋ミニマム級王座決定戦を葉月と同門の元WBC世界王者の黒木優子と争い、2-0の判定で王座獲得。プロ3戦目での2冠目獲得となった。
2022年3月2日、前日本女子アトム級王者長井香織を迎えてOPBF女子東洋太平洋ミニマム級王座の初防衛戦に挑む予定だったが、健康上の理由で棄権したため中止。試合は5月15日に延期され、墨田区総合体育館で行われることになった。試合は3-0（78-74×2、77-75）判定で勝利し、初防衛に成功。
9月17日、メルパルクホール大阪にてプロ初の凱旋試合として、WBO女子世界スーパーフライ級王者の小澤瑶生と日本王座を争った朴惠秀と2度目の防衛戦。2-0判定で勝利し東洋太平洋王座2度目の防衛に成功。
しかし、その後は防衛戦が長らく組まれていないため2024年5月に王座を剥奪された。

## 人物
プロ入り後はワタナベジムの先輩に当たる元WBA世界スーパーフェザー級スーパー王者内山高志が経営するフィットネス専門ジム「KODLAB」のインストラクターも務める。
2019年6月10日放送『月曜から夜ふかし』（日本テレビ系）に当時プロデビュー前だった同門の瀬川紗代とともに出演したことがある。
2023年に日本ヘビー級王者の但馬ミツロと婚約し、2024年中に婚姻届を提出予定である報じられている。

## 戦績
- アマチュア：57戦45勝12敗
- プロ：5戦 5勝 1KO

| 戦           | 日付           | 勝敗 | 時間    | 内容        | 対戦相手                     | 国籍 | 備考                                   |
| ------------ | -------------- | ---- | ------- | ----------- | ---------------------------- | ---- | -------------------------------------- |
| 1            | 2018年11月20日 | ☆    | 3R 0:51 | TKO         | カンニカー・バーンナラー     | タイ | プロデビュー戦                         |
| 2            | 2019年6月25日  | ☆    | 6R 0:33 | 負傷判定3-0 | 日向野知恵（スパイダー根本） | 日本 | 日本女子ミニマム級タイトルマッチ→返上  |
| 3            | 2021年6月7日   | ☆    | 8R      | 判定2-0     | 黒木優子（YuKO）             | 日本 | OPBF女子東洋太平洋ミニマム級王座決定戦 |
| 4            | 2022年5月15日  | ☆    | 8R      | 判定3-0     | 長井香織（真正）             | 日本 | OPBF防衛1                              |
| 5            | 2022年9月17日  | ☆    | 8R      | 判定2-0     | 朴惠秀                       | 韓国 | OPBF防衛2→剥奪                         |
| テンプレート |                |      |         |             |                              |      |                                        |

## 獲得タイトル
- 第3代日本女子ミニマム級王座
- 第6代OPBF東洋太平洋女子ミニマム級王座（防衛1=剥奪）